# TMUCB
TMUCB (Trustul de Montaj Utilaj Chimic București) este una dintre cele mai mari companii ce activează în industria petrochimică din România.
Compania realizează lucrări complexe de montaj și instalări de utilaje și sisteme de conducte pentru industria chimică și petrochimică, metalurgică, a cimentului, celulozei, fiind specializată în proiectarea, fabricarea, asamblarea și montajul utilajelor și echipamentelor tehnologice, a rezervoarelor de stocare pentru benzinării, a sistemelor de conducte, a structurilor metalice.
Începând cu anul 1958, TMUCB a realizat în România și în străinătate lucrări complexe de montaj și instalări de utilaje și sisteme de conducte pentru industria chimică și petrochimică, metalurgică, a cimentului, celulozei și fabrici de hârtie, centrale termoelectrice și nucleare, fabrici de zahăr, fabrici de automobile, rezervoare, conducte de transport și distribuție pentru produse petrochimice, gaz, apă, abur, etc., precum și activități de reparare și intreținere pentru acestea.